# Fuertes de Taku

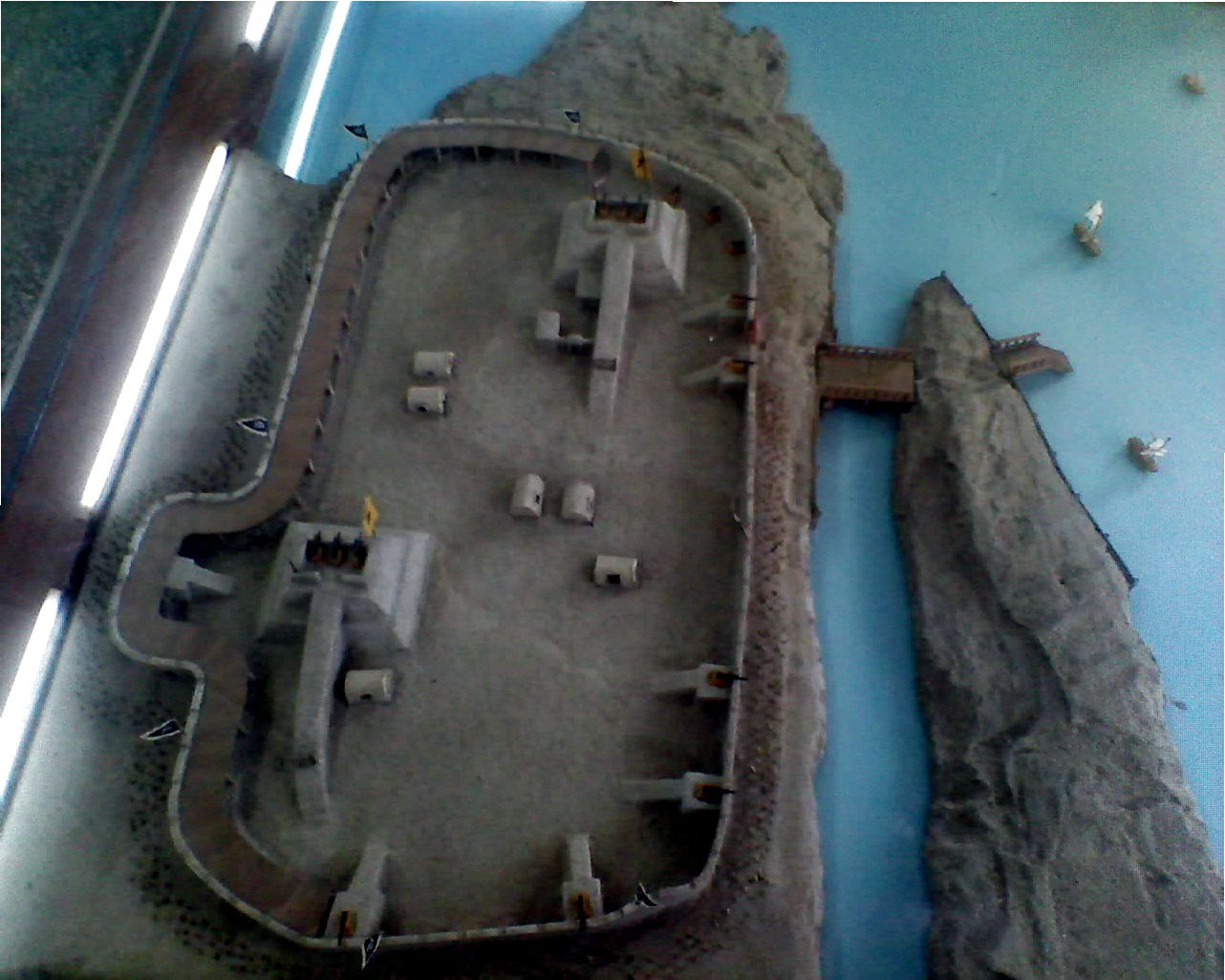
Modelo a escala del fuerte, expuesto en el museo de Tanggu.

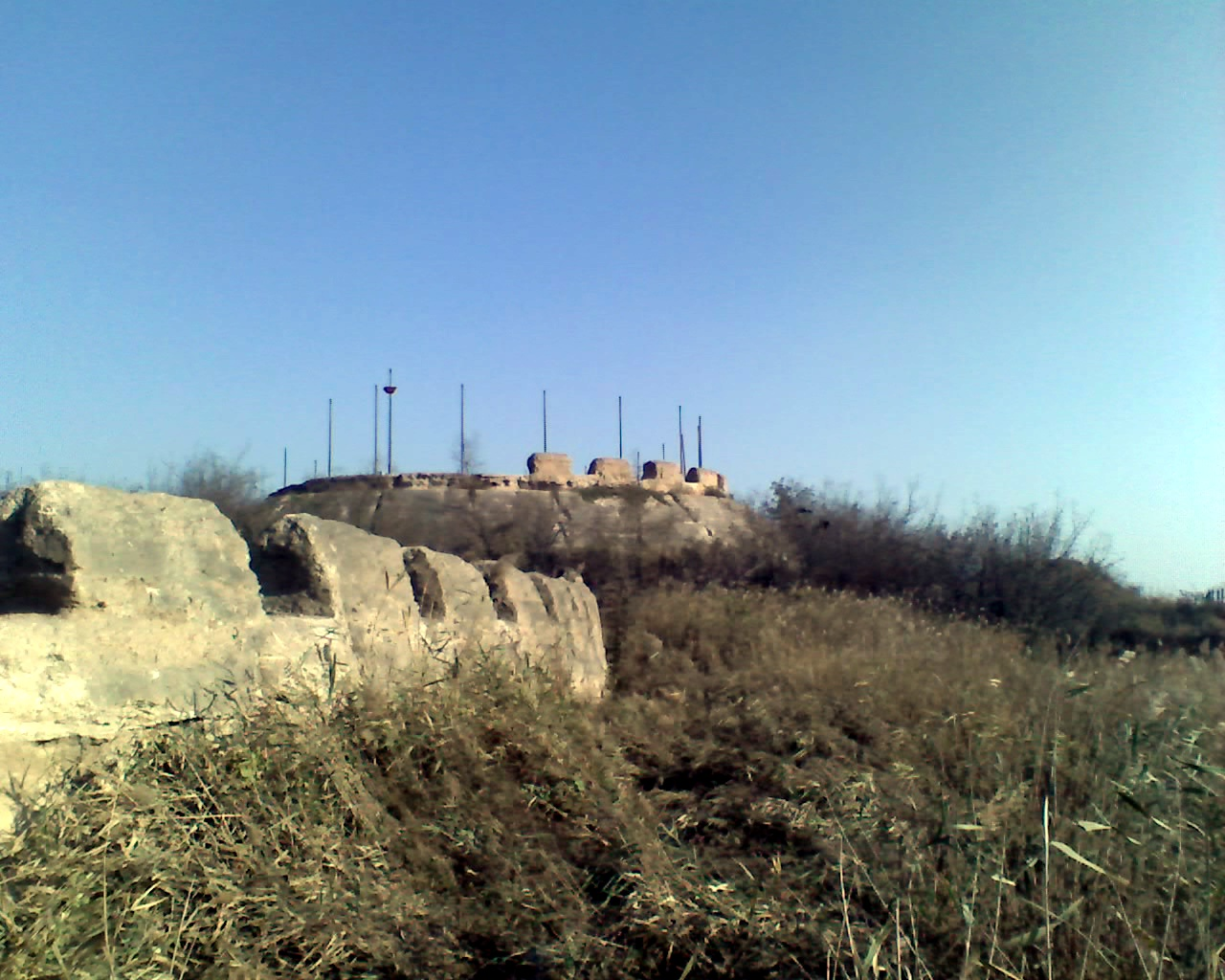
Restos del fuerte en 2006.

Los Fuertes de Taku (chino: 大沽炮台; pinyin: Dàgū Pàotái; literalmente, “Taku baterías”), también llamados Fuertes de Peiho (chino:白河碉堡; pinyin: Báihé Diāobǎo) son unos fuertes localizados en el estuario del río Hai, en el distrito de Tanggu, municipalidad de Tianjin, en el noreste de China. Están localizados 60 km al sureste de la ciudad de Tiajin.